# Portrait of a Terrorist
Portrait of a Terrorist (Brasil: Retrato de Um Terrorista ) é um documentário norte-americano de 1986 dirigido por Helena Solberg e David Mayer para o canal PBS.

## Sinopse
Um retrato cândido de Fernando Gabeira, que participou no sequestro do embaixador americano no Brasil, Charles Burke Elbrick, em 1969.

## Recepção
O The New York Times escreveu que "Na verdade, Portrait of a Terrorist não é retrato em tudo. É um pedido de desculpas para qualquer um que acredita que sequestros, atentados e assassinatos políticos são armas legítimas. O documentário começa com a pergunta: o que é um terrorista? Em seguida, menciona Eamon de Valera, Menachem Begin e o Sr. Gabeira, sugerindo que eles eram todos iguais. Isso não é verdade; Sr. de Valera e Mr. Begin escolhiam soldados como os seus alvos principais. Para dar aparência de equilíbrio, Portrait of a Terrorist intercala breves comentários de Diego Ascencio, ex-embaixador dos Estados Unidos no Brasil."